# Capella dels Comdals
La Capella dels Comdals és un conjunt format per un mas i una església situat al municipi de Manresa (Bages) protegit com a bé cultural d'interès local.

## Descripció

### Mas
El mas és un edifici de planta quadrangular cobert a dues aigües, de planta baixa i dos pisos. Galeria a migdia, i a la banda de Ponent, un cos afegit de menor alçada. Les façanes són de pedra arrebossada i estucada, en color ocre clar, excepte la façana nord, d'ocre fort.
La façana principal està ordenada simètricament, amb portal adovellat formant arc carpanell. Dos balcons amb baranes de ferro al pis principal. La resta, finestres verticals amb brancals i llindes de pedra de fil. Es conserva la fusteria original en un balcó i en una finestreta. Estructura de bigues de fusta.

### Capella
Al nord hi ha la capella adossada. La construcció actual no obeeix a l'antic edifici. Es tracta d'una església d'una sola nau rectangular de dimensions no gaire grans. És coberta amb una volta de totxo i interiorment està tota enguixada. Presenta una decoració consistent en una gran motllura que recorre la part alta de la nau, amb dos capitells adossats a ambdós cantons de la paret. El conjunt decoratiu és força recarregat.
La porta, al nord-oest, és d'estructura rectangular; a sobre d'aquesta s'obre un ull de bou. La façana acaba amb un campanar d'espadanya simple. A la part alta del lateral dret hi ha dues finestres actualment tapiades. L'aparell exterior està arrebossat. En el seu interior hi ha un retaule barroc, fet el 1763, de fusta policromada.

## Història
Està situada al costat del mas Suanya, dins l'antic terme de Manresa, al lloc dels Comdals. Depengué primer dels comtes de Barcelona, després passà al Monestir de Santa Cecília de Montserrat i més tard al paborde Santa Maria de Manresa.
La propietat comtal on s'alçava la capella es documenta al segle xi, amb els noms de vinyer Pallarès -1017- i el Palou -1039-. El 1294 se l'esmenta amb el nom de Santa Susanna dels Comdals. L'església fou donada el 1017 per la comtessa Ermesenda i el seu fill Berenguer al monestir de Santa Cecília de Montserrat juntament amb un alou important.
El 1308 el regent de l'església era el mateix que el de la de Sant Bartomeu de Manresa i depenia, com aquesta, del paborde de Manresa.